# چشمه خارگان
چشمهٔ خارگان یکی از چشمه‌های طبیعی استان فارس می‌باشد که در ۶۰ کیلومتری شهر شیراز و در روستای «خارگان» واقع شده‌است. به‌دلیل عبور رودخانهٔ قره‌آغاج از اطراف این چشمه، فضای سبز مناسبی در اطراف آن پدید آمده‌است.